# Tatjana Firowa
Tatjana Firowa (ros. Татьяна Павловна Фирова; ur. 10 października 1982 w Sarowie) – rosyjska lekkoatletka, sprinterka.
Srebrna medalistka igrzysk olimpijskich w sztafecie 4 × 400 metrów (Londyn 2012). Zwyciężczyni biegu na 400 m podczas uniwersjady 2003. W 2010 roku podczas mistrzostw Europy w Barcelonie wywalczyła dwa złote medale, w biegu na 400 metrów, oraz w sztafecie 4 × 400 m kobiet.
W roku 2008 podczas Letnich Igrzysk Olimpijskich w Pekinie wraz ze sztafetą 4 x 400 m zdobyła srebrny medal. Jednak w 2016 powtórne przebadanie próbek pobranych od Anastasiji Kapaczinskiej ujawniło w jej organizmie obecność sterydów anabolicznych i w konsekwencji sztafeta utraciła medal. 31 sierpnia 2016 roku również u Firowej znaleziono niedozwolone substancje W 2017 roku sztafecie rosyjskiej odebrano również złoty medal z mistrzostw świata w Moskwie.

## Sukcesy
| Rok  | Zawody                         | Miejsce   | Wynik      | Konkurencja        | Czas    |
| ---- | ------------------------------ | --------- | ---------- | ------------------ | ------- |
| 2001 | Mistrzostwa Europy juniorów    | Grosseto  | 1. miejsce | bieg na 400 m      | 52,94   |
| 2003 | Uniwersjada                    | Daegu     | 1. miejsce | bieg na 400 m      | 51,81   |
| 2003 | Młodzieżowe mistrzostwa Europy | Bydgoszcz | 3. miejsce | bieg na 400 m      | 52,14   |
| 2003 | Młodzieżowe mistrzostwa Europy | Bydgoszcz | 1. miejsce | sztafeta 4 × 400 m | 3:29,55 |
| 2008 | Letnie Igrzyska Olimpijskie    | Pekin     | DSQ        | sztafeta 4 × 400 m | 3:18,82 |
| 2009 | Mistrzostwa świata             | Berlin    | DSQ        | sztafeta 4 × 400 m | 3:31,64 |
| 2010 | Halowe mistrzostwa świata      | Doha      | 2. miejsce | bieg na 400 m      | 51,13   |
| 2010 | Halowe mistrzostwa świata      | Doha      | 2. miejsce | sztafeta 4 × 400 m | 3:27,44 |
| 2010 | Mistrzostwa Europy             | Barcelona | 1. miejsce | bieg na 400 m      | 49,89   |
| 2010 | Mistrzostwa Europy             | Barcelona | 1. miejsce | sztafeta 4 × 400 m | 3:21.26 |
| 2010 | Puchar interkontynentalny      | Split     | 3. miejsce | bieg na 400 m      | 50,45   |
| 2012 | Letnie Igrzyska Olimpijskie    | Londyn    | 2. miejsce | sztafeta 4 × 400 m | 3:20,23 |
| 2013 | Mistrzostwa świata             | Moskwa    | DSQ        | sztafeta 4 × 400 m | 3:20,19 |

### Rekordy życiowe
- bieg na 200 metrów – 23,27 s (2011)
- bieg na 400 metrów – 49,72 s (2012)